# Tepozanes, Nuevo León
Tepozanes är en ort i Mexiko.   Den ligger i kommunen General Zaragoza och delstaten Nuevo León, i den centrala delen av landet, 500 km norr om huvudstaden Mexico City. Tepozanes ligger 2 305 meter över havet och antalet invånare är 171.
Terrängen runt Tepozanes är bergig åt nordost, men åt sydväst är den kuperad. Runt Tepozanes är det mycket glesbefolkat, med 5 invånare per kvadratkilometer. Närmaste större samhälle är La Joya de Alardín, 12,0 km nordväst om Tepozanes. I omgivningarna runt Tepozanes växer huvudsakligen savannskog.